# Мантана (Болцано)
Мантана је насеље у Италији у округу Болцано, региону Трентино-Јужни Тирол.
Према процени из 2011. у насељу је живело 336 становника. Насеље се налази на надморској висини од 866 м.